# Jet4you
Jet4you（ジェットフォーユー、アラビア語: جيت فور يو）はモロッコの格安航空会社だった。モロッコの各都市と西欧の主要都市とを結んでいた。ハブ空港はカサブランカのムハンマド5世国際空港で、そのほかにマラケシュやパリを拠点としていたが、2012年にジェットエアフライに吸収合併され消滅した。

## 歴史
Jet4youは2006年2月26日に運航を開始した。ドイツにある欧州最大に旅行会社TUIグループの英国の子会社であるTUI Travel PLCが40%を保有する筆頭株主となり、積極的に欧州に路線展開を進めている。2010年までに10機の機体と400人程度の従業員を揃え、さらに欧州路線を拡充し輸送旅客数は150万人にすることを目標としている。
2008年6月17日にTUI Travel PLCがJet4youの株式の100%を取得したと発表した。

## 就航都市

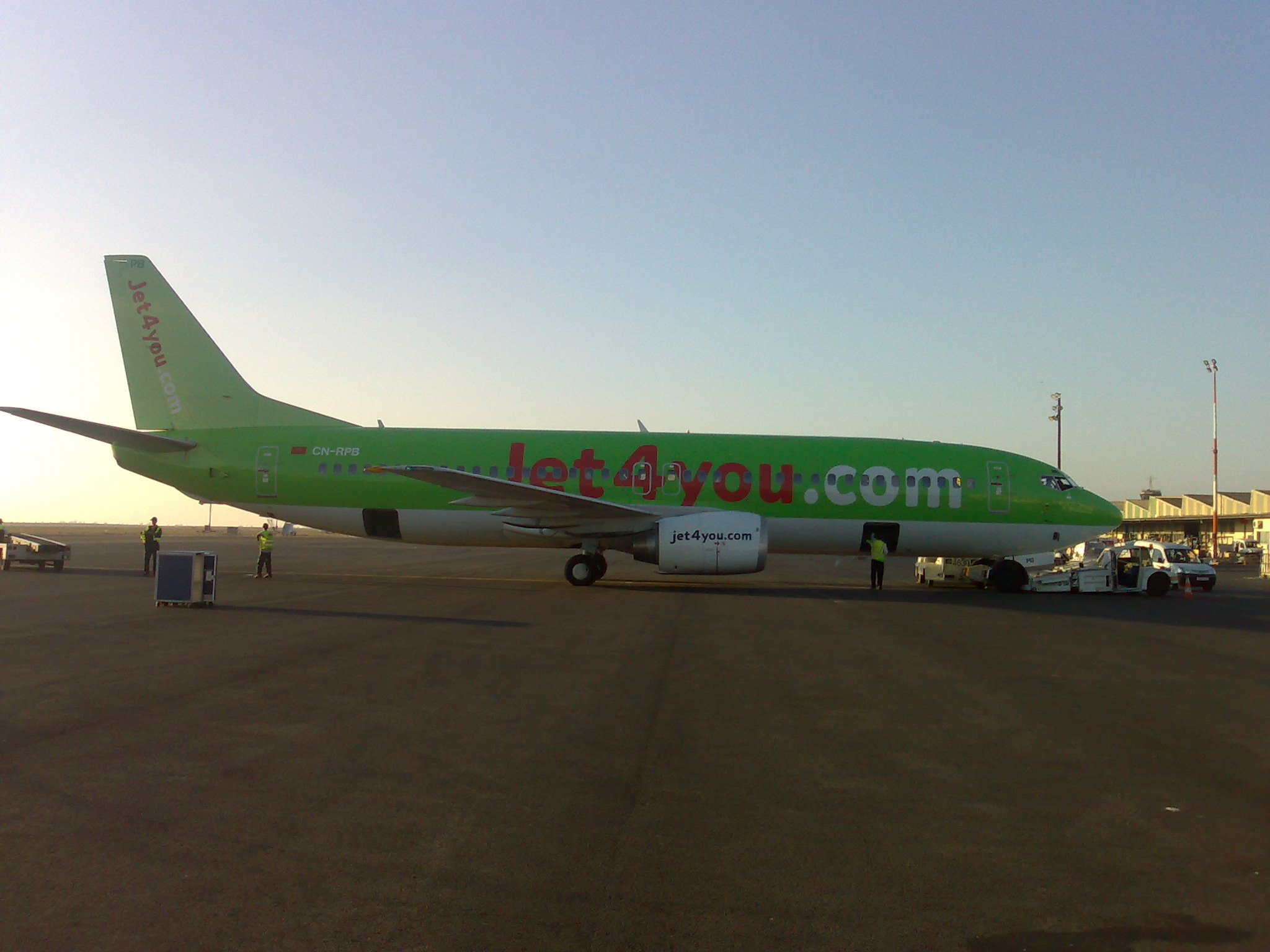
Jet4youのボーイング737-400型機

- モロッコ
  - カサブランカ
  - ラバト
  - マラケシュ
  - アガディール
  - フェズ
  - ナドール
  - ウジダ
  - タンジェ
- フランス
  - パリ（オルリー）
  - マルセイユ
  - リヨン
  - トゥールーズ
- ベルギー
  - ブリュッセル
- イタリア
  - ミラノ
  - ボローニャ
- スイス
  - ジュネーヴ

## 保有機材
- ボーイング737-400　3機
- ボーイング737-800　2機